# Zacharie Nkwo
Zacharie Nkwo est un journaliste camerounais mort le 4 juin 2017 à Buéa,.

## Biographie

### Enfance, éducation et débuts
| Vidéos externes |                                                                        |
|                 | 8 mai 2020 \| NjomoKevinTV https://www.youtube.com/watch?v=kT850RV5wNA |
|                 | 4 juin 2017 \| Kmer Replay https://www.youtube.com/watch?v=v9nMlcLya0E |

### Carrière
Il est journaliste sportif souvent en binôme avec Abel Mbengué,. Il devient célèbre par sa retransmission de la victoire des lions indomptables du Cameroun en direct de la CAN 1984. La télévision n'existant pas encore, ses descriptions tiennent les auditeurs camerounais en haleine durant la compétition.